# Античные историки
Античные историки — содержит список античных древнегреческих и древнеримских авторов по истории, а также философов, ораторов, политиков и военачальников, которые писали об исторических событиях античности. Книги написанные историками античности дают представление о развитии историографии в Древнем мире, отражают как сами исторические события, так и подходы к осмыслению всемирной истории.

## Список античных авторов

### А
- Август Октавиан
- Августин Аврелий
- Аммиан Марцеллин
- Аппиан
- Аристотель
- Арриан Флавий

### В
- Вегеций Флавий Ренат
- Веллей Патеркул
- Витрувий, Марк Поллион

### Г
- Гераклит
- Геродиан
- Геродот

### Д
- Дарет Фригийский
- Демосфен
- Диоген Лаэртский
- Диодор Сицилийский
- Дион Кассий

### Е
- Евнапий
- Евтропий

### И
- Иосиф Флавий
- Исократ

### К
- Квинт Курций Руф
- Клавдий Птолемей
- Ксенофонт

### Л
- Ливий Тит
- Луций Ампелий
- Луций Анней Флор

### Н
- Николай Дамасский

### П
- Павсаний
- Пифагор
- Плиний Младший
- Плиний Старший
- Плутарх
- Полибий
- Помпей Трог

### С
- Саллюстий, Гай Крисп
- Светоний, Гай Транквилл
- Секст Аврелий Виктор
- Страбон

### Т
- Тацит Корнелий

### Ф
- Филон Александрийский
- Фукидид

### Ц
- Цезарь, Гай Юлий
- Цицерон

### Э
- Эратосфен